# Mount Cis
Mount Cis ist ein 184 m hoher Hügel, der sich rund 2 km nordöstlich des Kap Barne auf der Westseite der antarktischen Ross-Insel befindet. 
Teilnehmer der Nimrod-Expedition (1907–1909) unter der Leitung des britischen Polarforschers Ernest Shackleton entdeckten und kartierten ihn. Benannt ist er auf Vorschlag des Geologen Raymond Priestley, einem Teilnehmer der Expedition, nach einem der Schlittenhunde, die auf der Forschungsreise als Zugtiere mitgeführt wurden.